# Agafamosquits de l'Inambari
L'agafamosquits de l'Inambari (Polioptila attenboroughi) és un ocell de la família dels polioptílids (Polioptilidae).

## Hàbitat i distribució
Habita la selva al sud-ost de l'Amazònia del Brasil, al sud del Riu Solimões i oest del Riu Madeira.

## Taxonomia
Aquest ocell ha estat descrit en època molt recent, arran els treballs de Whittaker et al., 2013. Considerat una espècie de ple dret pel Congrés Ornitològic Internacional, versió 11.1, 2021